# Honen (verspaningstechniek)

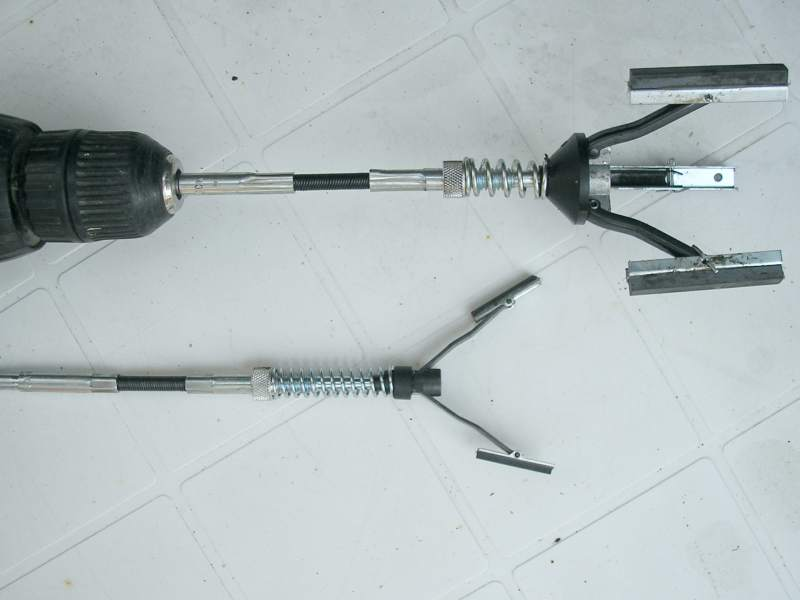
Twee en driepootshoontjes voor gebruik op handboormachine

Honen of trekslijpen is een verspaningstechniek. Het is een vorm van slijpen waarmee met uiterste precisie met een voor het honen geschikt slijpapparaat (bijvoorbeeld een combinatie van twee of meer hoonstenen in een boormachine) een dun laagje van de binnenomtrek van een cilindervormige opening wordt weggenomen. Deze bewerking is nauwkeuriger dan die waar een ruimer wordt gebruikt.
Een hoonruimer bevat twee tot zes in de lengterichting geplaatste slijpstenen. Het hoongereedschap moet ten opzichte van het product een aantal vrijheidsgraden hebben om zonder problemen een gat te kunnen volgen tijdens het honen. Er zijn hiervoor twee mogelijkheden. De ene is het werken met een opgespannen product, terwijl het hoongereedschap is voorzien van een cardanaandrijving. De andere is het flexibel ophangen van het product.
Tijdens het proces worden hoonstenen middels een hydraulisch of mechanisch systeem tegen de wand van het gat gedrukt. Na afloop van het honen gaat de druk er weer af, waarna het gereedschap uit het product wordt teruggetrokken. Hoonstenen kunnen worden gemaakt van diamant, kubisch boornitride of keramisch gebonden materiaal.
Het proces kan worden toegepast op veel verschillende materialen en wordt gebruikt als eindbewerking voor allerlei soorten hoogwaardige gaten. Unieke kenmerken van honen zijn:
- Hoge oppervlaktekwaliteit: een oppervlakteruwheid tot Ra 0,1 μm[1] of lager.
- Hoge maatnauwkeurigheid: toleranties op diameter tot IT-klasse 6 en lager.
- Grote vormnauwkeurigheid (cilindriciteit/rondheid/rechtheid) van het gat.

Toepassingen zijn het honen van cilinders van verbrandingsmotoren en honen van remcilinders.